# Vladimir Kren
Vladimir (Vlado) Kren (ur. 8 grudnia 1903, zm. 2 grudnia 1948 w Zagrzebiu) – jugosłowiański pilot wojskowy (kapitan), pierwszy i ostatni dowódca Lotnictwa NDH podczas II wojny światowej.

## Życiorys
W okresie międzywojennym służył w Królewskich Jugosłowiańskich Siłach Lotniczych, dochodząc do stopnia kapitana. Przed wybuchem wojny z Niemcami, 6 stycznia 1941 przeleciał na samolocie Potez 25 do Grazu, gdzie określił się jako zwolennik ustaszy. Przekazał Niemcom tajne plany jugosłowiańskich lotnisk. Po powrocie do nowo utworzonego Niepodległego Państwa Chorwackiego (NDH) został 19 kwietnia 1941 mianowany dowódcą tworzącego się Lotnictwa NDH. Jednocześnie awansowano go do stopnia pułkownika. 13 września 1943 odszedł z zajmowanego stanowiska. Jednakże z powodu pogarszającej się sytuacji militarnej powrócił na nie 4 czerwca 1944 stojąc na czele Lotnictwa NDH w stopniu generała majora do końca wojny. Na początku maja 1945 przedostał się samolotem do Austrii, dostając się do niewoli brytyjskiej. W 1947 został przez Brytyjczyków aresztowany we Włoszech. W 1948 odesłano go do SFR Jugosławii i po procesie stracono w Zagrzebiu w dniu 2 grudnia 1948.